# Клеопино (Челябинская область)

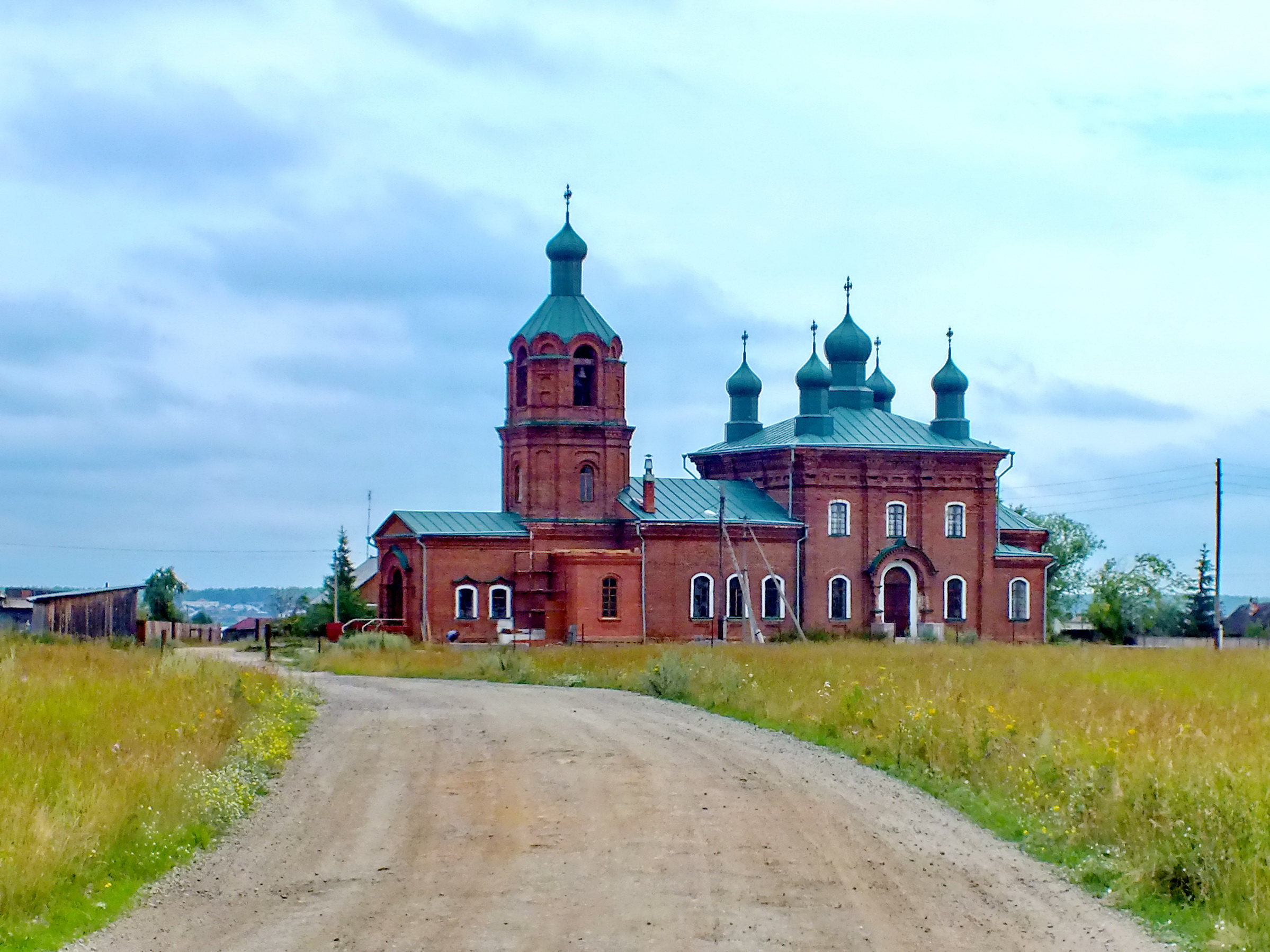
Церковь Илии Пророка 1907 года

Клеопино — село в Каслинском районе Челябинской области России. Входит в состав Григорьевского сельского поселения.

## География
Находится на южном берегу озера Анжелы, примерно в 27 км к северо-северо-востоку (NNE) от районного центра, города Касли, на высоте 250 метров над уровнем моря.

## История
Деревня Клеоповская была основана в 1753 году Н. Г. Клеопиным. В 1763 году деревня переходит во владение Г. Н. Клеопину. В 1784 году имение, включавшее в себя Клеопино было продано владельцу Кыштымских заводов Н. Н. Демидову, а позднее стало собственностью заводчика Л. И. Расторгуева. В 1873 году более половины деревни  сгорело в результате пожара. Начиная с 1907 года в селе действовал храм во имя Святого Пророка Илии, в связи с чем деревня получила статус села. Основными занятиями населения деревни были земледелие и выжигание  древесного угля.

## Население
| 2002 | 2010 |
| ---- | ---- |
| 145  | ↘130 |

По данным Всероссийской переписи, в 2010 году численность населения села составляла 130 человек (58 мужчин и 72 женщины).

## Транспорт
Клеопино расположено вблизи трассы AH7 Екатеринбург-Челябинск.

## Улицы
Уличная сеть села состоит из 7 улиц и 1 переулка.